# لويس روبرتس (لاعب سنوكر)
لويس روبرتس (بالإنجليزية: Lewis Roberts)‏ هو لاعب سنوكر بريطاني، ولد في 2 يوليو 1985.

## روابط خارجية
- لويس روبرتس على موقع CueTracker.net (الإنجليزية)